# Provincia di Koshi (Nepal)
La provincia di Koshi (in nepalese कोशी प्रदेश Kōśī pradēśa), nota fino al 1º marzo 2023 come Provincia No. 1 (in nepalese प्रदेश नं० १) è una delle sette province del Nepal, istituite dalla Costituzione del Nepal del 2015.
La sua capitale è Biratnagar.

## Suddivisioni amministrative
La provincia è suddivisa in 14 distretti:
- Bhojpur
- Dhankuta
- Ilam
- Jhapa
- Khotang
- Morang
- Okhaldhunga
- Panchthar
- Sankhuwasabha
- Solukhumbu
- Sunsari
- Taplejung
- Terhathum
- Udayapur